# محمد عبد الحفيظ هني
محمد عبد الحفيظ هني، سياسي جزائري، عينه الرئيس عبد المجيد تبون وزيرا للفلاحة والتنمية الريفية بتاريخ 11 نوفمبر 2021 خلفا لعبد الحميد حمداني.
شغل منصب مدير الديوان الوطني للأراضي الفلاحية، كما شغل سابقا منصب مدير الديوان الوطني للحليب.